# Chaukhtatgyi-Tempel

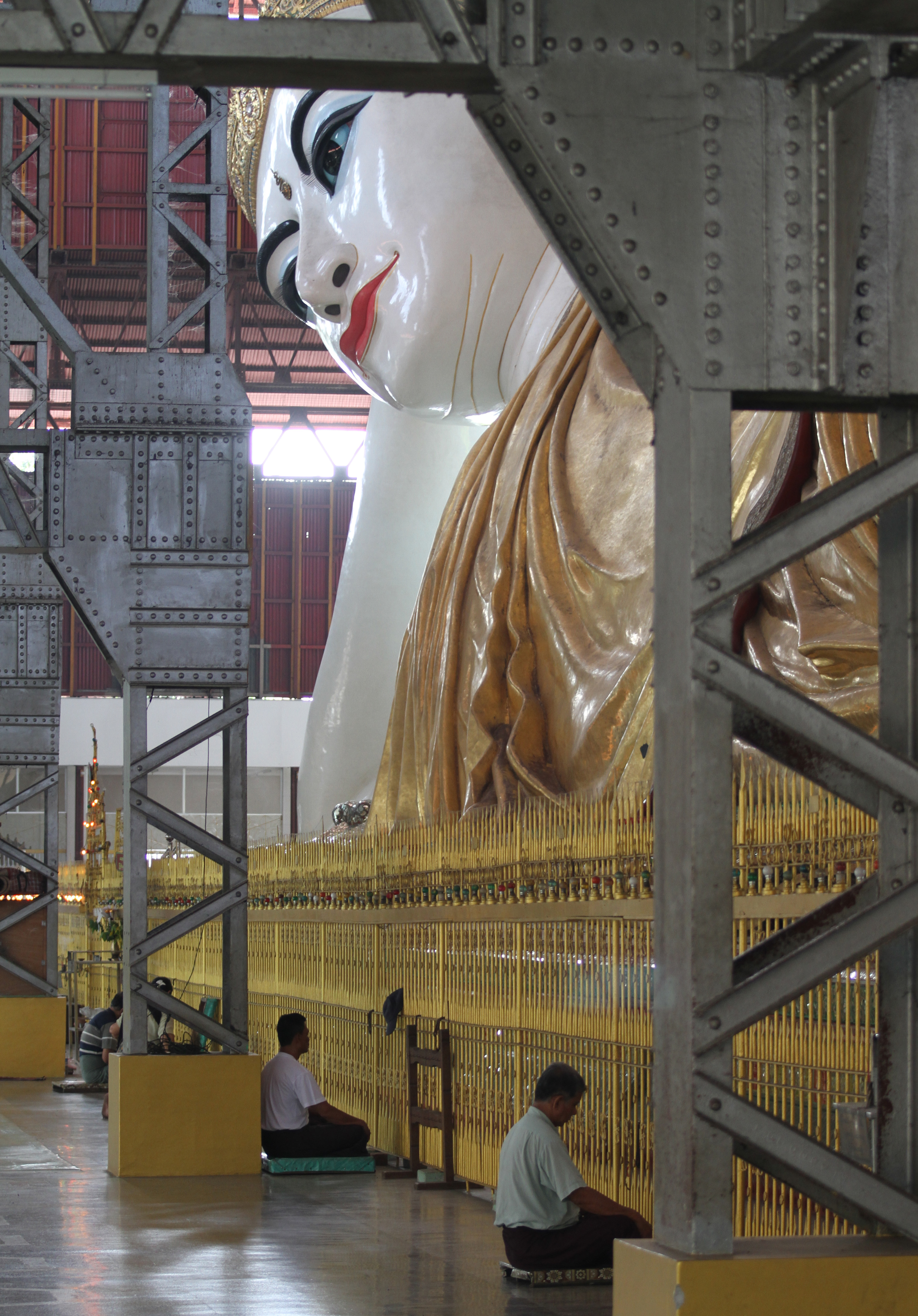
Buddha im Chaukhtatgyi-Tempel

Der Chaukhtatgyi-Tempel (birmanisch ခြောက်ထပ်ကြီးဘုရားကြီး) ist eine buddhistische Tempelanlage in Yangon in Myanmar.

## Beschreibung
Die Anlage beherbergt einen der größten liegenden Buddhas Myanmars. Die Längenangaben schwanken zwischen 66 m (216 ft) und 72 m. Eine am Monument angebrachte Tafel gibt 216 ft an, umgerechnet 65,83 m.
Die heutige Statue wurde in den 1960er Jahren geschaffen, nachdem die misslungene Vorgängerfigur vom Beginn des 20. Jahrhunderts zerstört worden war.

## Galerie

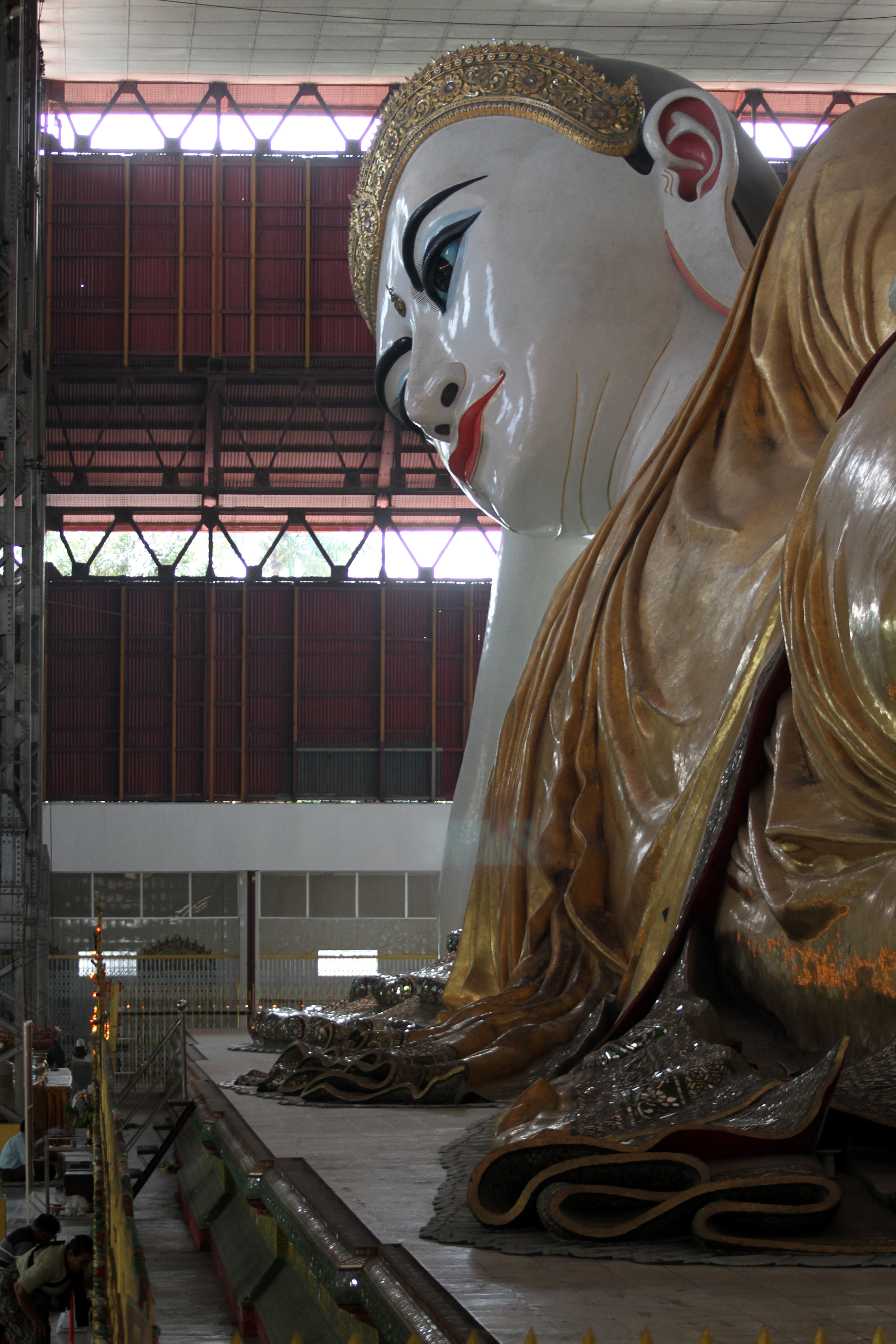
Liegender Buddha
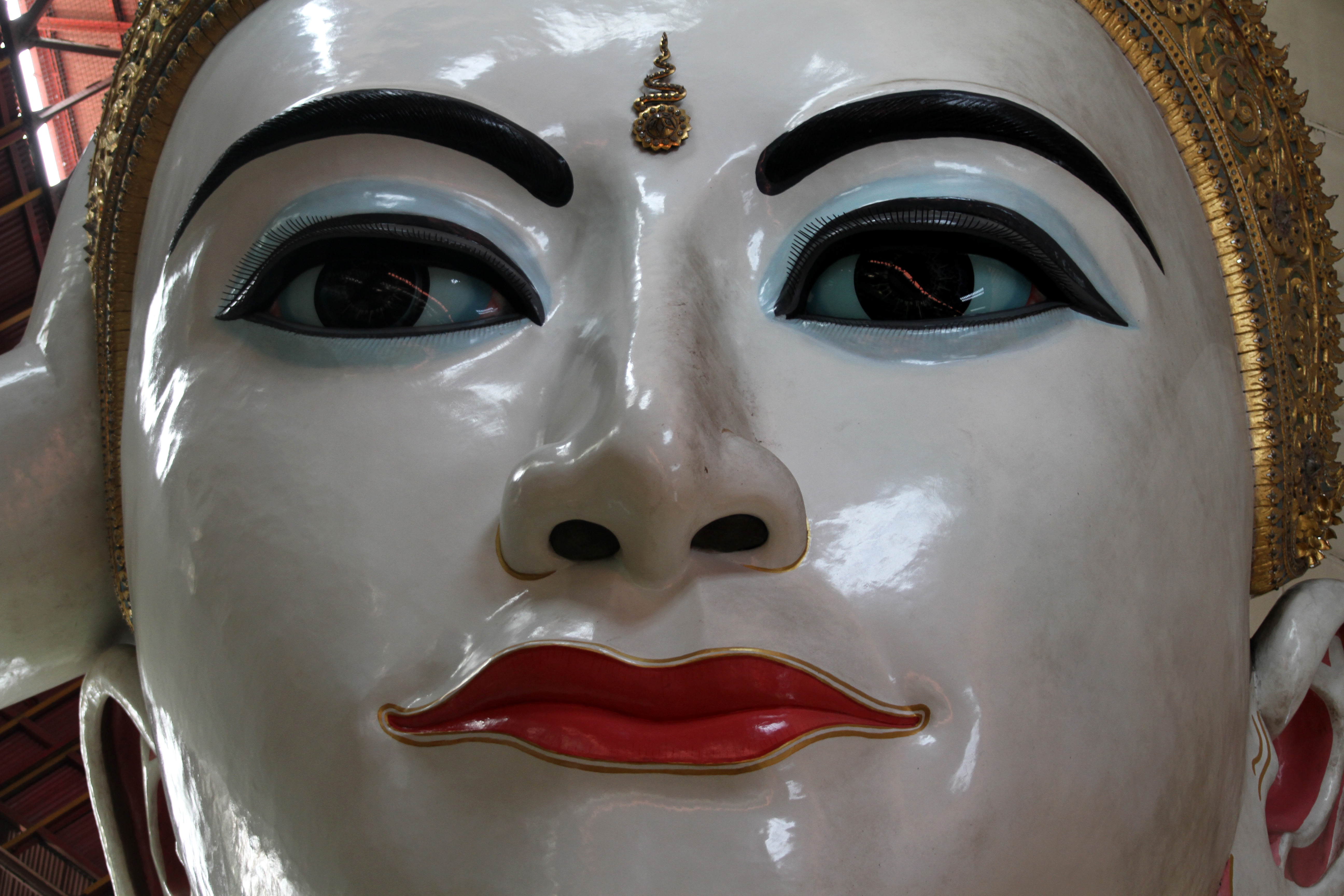
Angesicht Buddhas
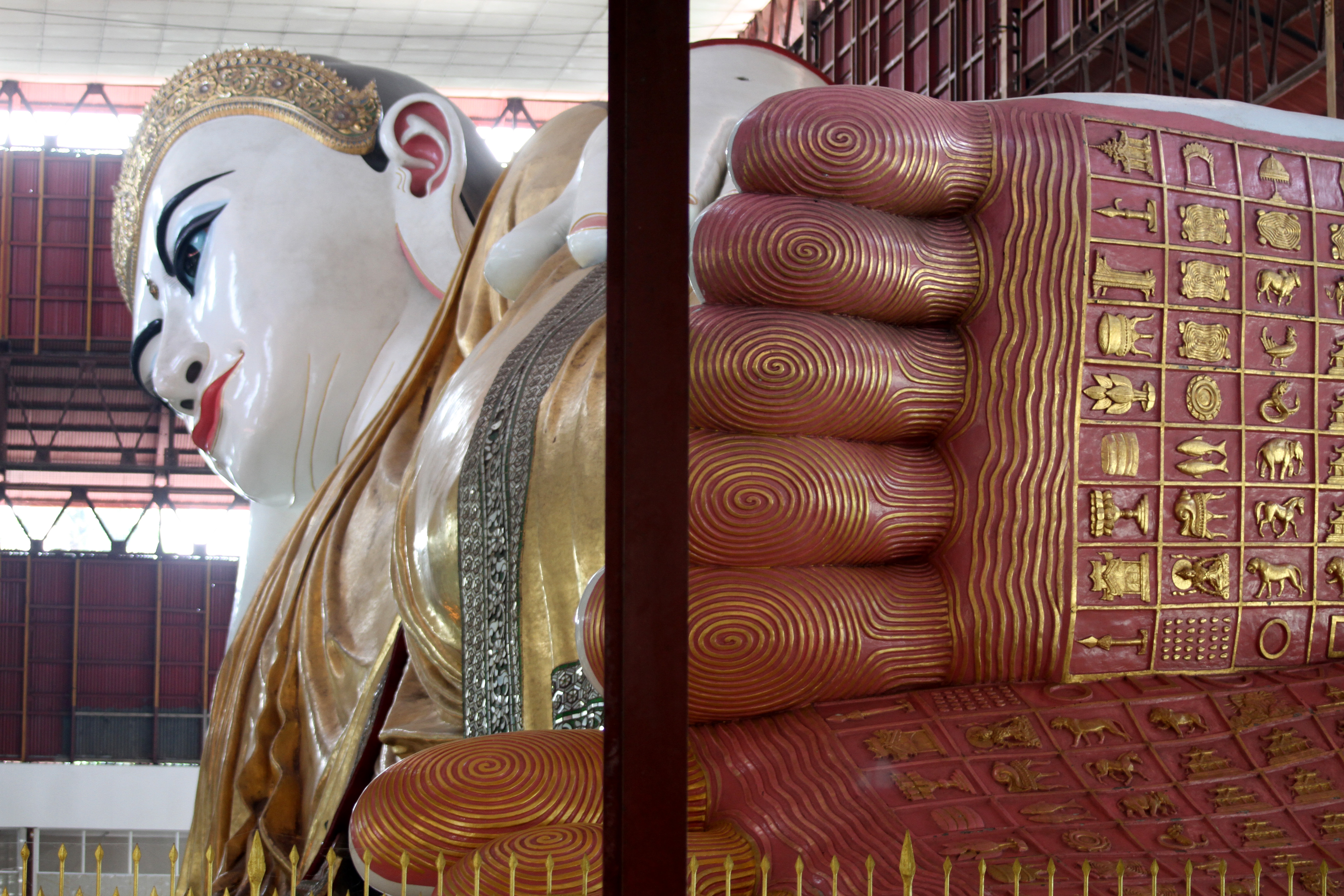
Füße Buddhas
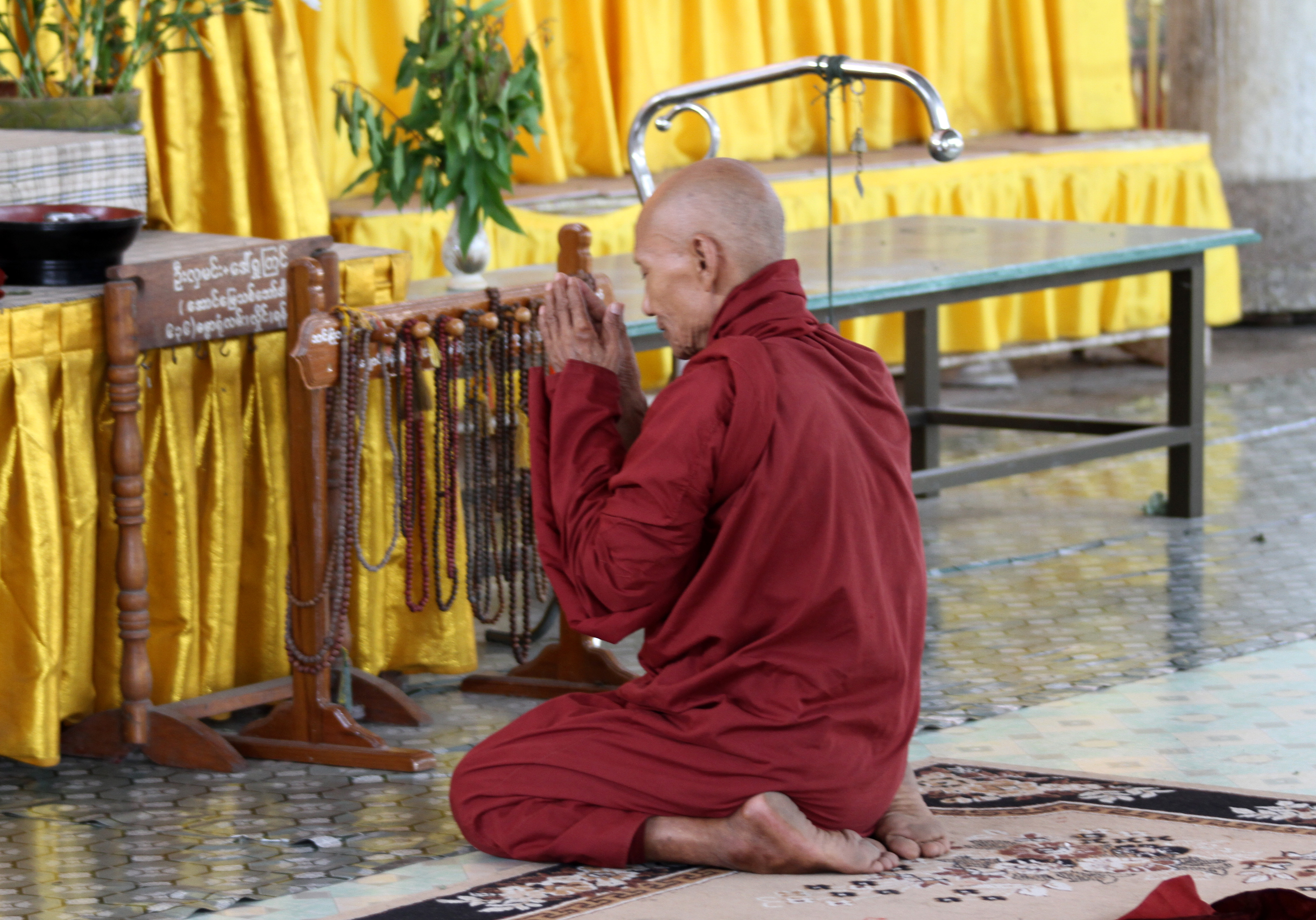
Andacht
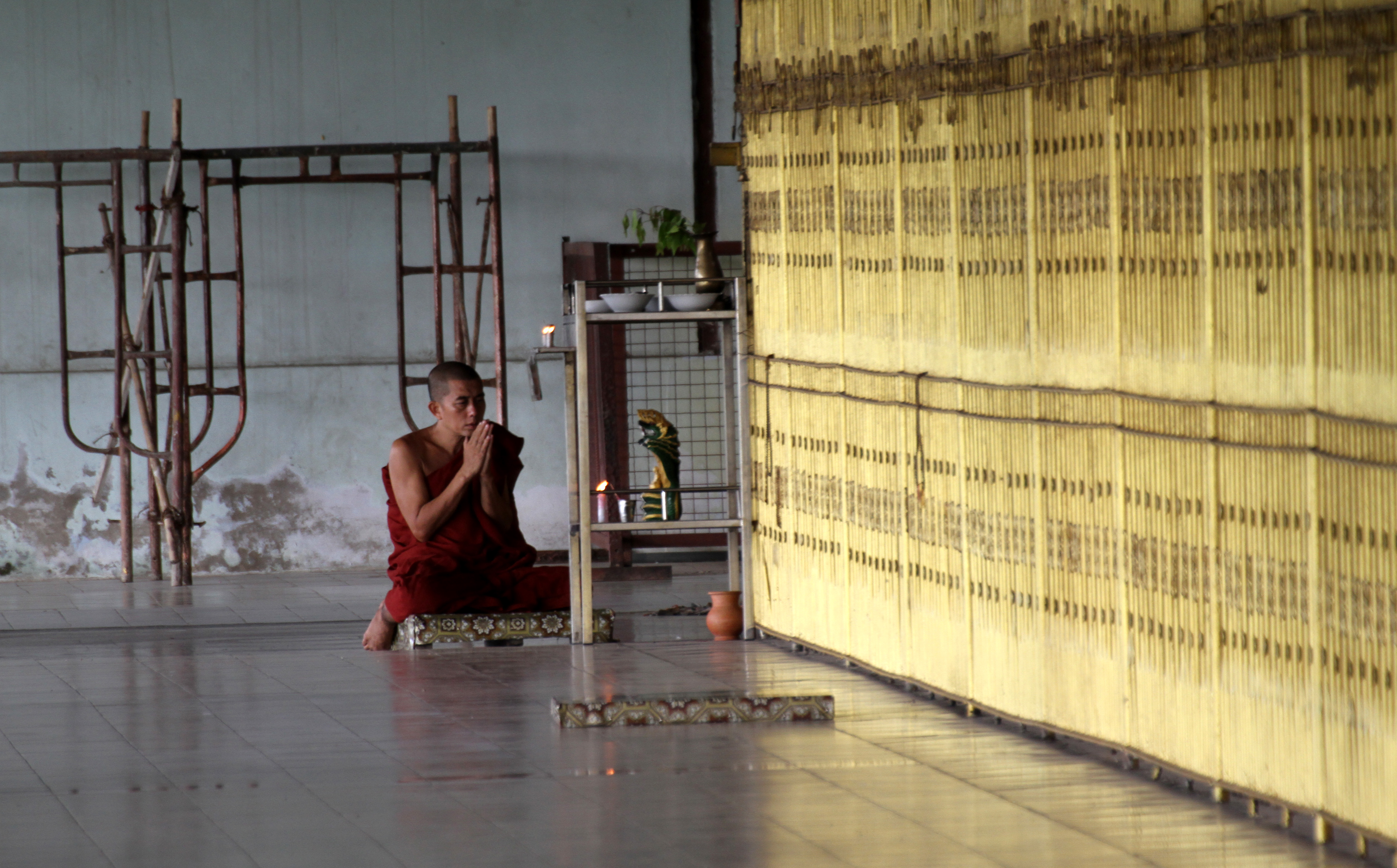
Andacht
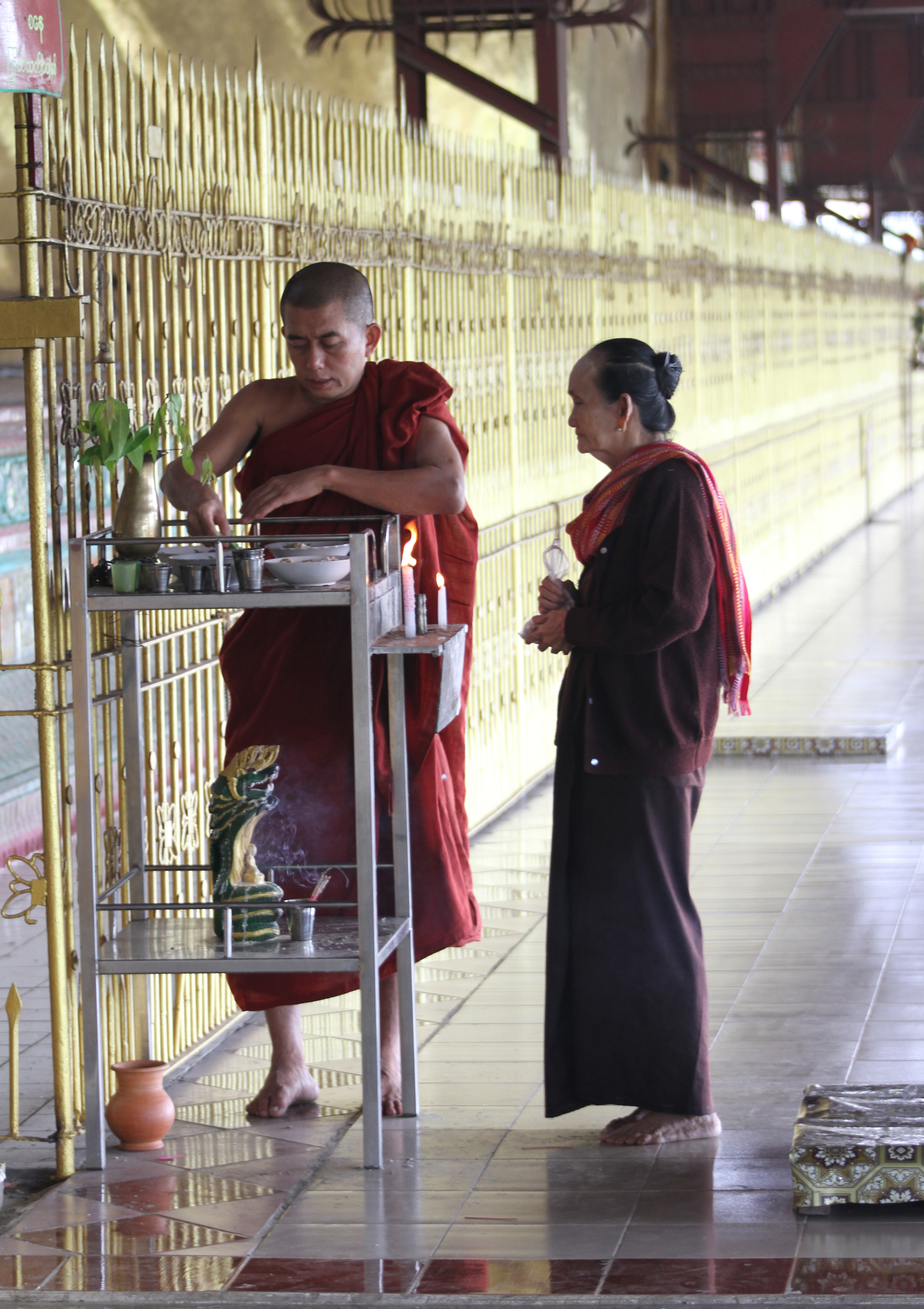
Instruktion